# Giffoni Film Festival
Il Giffoni Film Festival (commercialmente detto, dal 2009 al 2019, Giffoni Experience, e dal 2020 Giffoni Opportunity) è un festival cinematografico per bambini e ragazzi che si svolge ogni anno, nel mese di luglio, per la durata di circa dieci giorni, a Giffoni Valle Piana, in provincia di Salerno.

## Storia
(François Truffaut)
Il Festival di Giffoni nasce nel 1971 da un'idea dell'allora diciottenne Claudio Gubitosi, che ancora oggi ne è il direttore.
Protagonisti e giurati della manifestazione sono i bambini e i ragazzi, provenienti da ogni parte d'Italia e del mondo. Il loro compito è vedere i film in concorso e discuterne con registi, autori e interpreti, per poi essere chiamati a sceglierne il vincitore. Ogni giorno, inoltre, i giurati incontrano vari ospiti appartenenti soprattutto al mondo cinematografico e televisivo, con i quali intraprendono un dibattito, ponendo loro delle domande.
Il Festival passa da una manifestazione poco più che regionale a un evento di respiro internazionale, a cui oggi aderiscono personalità del mondo cinematografico, culturale e musicale. Uno degli ospiti è stato il regista François Truffaut, che nel 1982 in una lettera ha lasciato scritto: «Di tutti i festival del cinema, quello di Giffoni è il più necessario».
Nel tempo il Festival si è quindi evoluto, spaziando dal cinema alle altre specialità artistiche, come il teatro, le diverse arti figurative e la musica.
La Cittadella del Cinema è la sede e il centro operativo del Festival dal 2002.
Il 13 luglio 2017 viene inaugurata la Giffoni Multimedia Valley.
Dal 2009 il marchio del Festival cambia nome in Giffoni Experience, ritenuto più adatto a descrivere l'esperienza completa che esso rappresenta, anche attraverso altre attività ed eventi collaterali. Dal 2020 diventa Giffoni Opportunity per festeggiare i primi 50 anni di attività.
Nascono inoltre in questi anni altri marchi targati Giffoni, come:
- Giffoni Voyager - dedicato all'esportazione del marchio e del format in Italia e in altri Paesi, come: Macedonia, Brasile, Albania e Georgia, lavorando al fianco di rinomate organizzazioni culturali, tra cui il Doha Film Institute.
- Giffoni Innovation Hub - destinato all'universo in espansione delle start-up e dell'Innovazione
- Giffoni Opportunity - che ruota intorno al concetto di nuove chance di marketing e di comunicazione
- Giffoni Digital Department - che intercetta la frontiera delle produzioni audiovisive di grande qualità e che prepara il campo ai grandi progetti che dal 2016 saranno messi in cantiere in questo campo[3]

## Le giurie
Le giurie del Festival sono composte da bambini e ragazzi italiani e stranieri. Ogni anno ciascuna giuria è contraddistinta dal colore della propria maglietta.
Queste le sezioni a partire dal 2009:
- ELEMENTS +3 (bambini dai 3 ai 5 anni)
- ELEMENTS +6 (bambini dai 6 ai 9 anni)
- ELEMENTS +10 (ragazzi dai 10 ai 12 anni)
- GENERATOR +13 (ragazzi dai 13 ai 15 anni)
- GENERATOR +16 (ragazzi dai 16 ai 17 anni)
- GENERATOR +18 (sezione dai 18 anni in su)
- GEX DOC (sezione di cinema documentario aperta a tutti)
- MASTERCLASS (una sezione speciale che va oltre il festival, composta da un gruppo di ragazzi tra i 18 e i 25 anni, accuratamente selezionati, guidati da artisti, maestri e liberi pensatori appartenenti al mondo del cinema, della televisione e del giornalismo, in un percorso strutturato in lezioni, incontri e spazi di approfondimento. Solo per il 2015 la Masterclass e i suoi incontri vengono integrati nella sezione Generator +18).

## Edizioni
| Edizioni | Anni | Date                    | Temi                                   |
| -------- | ---- | ----------------------- | -------------------------------------- |
| 1ª       | 1971 | ?                       |                                        |
| 2ª       | 1972 | ?                       |                                        |
| 3ª       | 1973 | ?                       |                                        |
| 4ª       | 1974 | ?                       |                                        |
| 5ª       | 1975 | 23 luglio - 3 agosto    |                                        |
| 6ª       | 1976 | ?                       |                                        |
| 7ª       | 1977 | 30 luglio - 7 agosto    |                                        |
| 8ª       | 1978 | 29 luglio - 6 agosto    |                                        |
| 9ª       | 1979 | 18 - 26 agosto          |                                        |
| 10ª      | 1980 | 26 luglio - 3 agosto    |                                        |
| 11ª      | 1981 | 1 - 9 agosto            |                                        |
| 12ª      | 1982 | 31 luglio - 8 agosto    |                                        |
| 13ª      | 1983 | 30 luglio - 7 agosto    |                                        |
| 14ª      | 1984 | 28 luglio - 5 agosto    |                                        |
| 15ª      | 1985 | 27 luglio - 4 agosto    |                                        |
| 16ª      | 1986 | 26 luglio - 3 agosto    |                                        |
| 17ª      | 1987 | 25 luglio - 2 agosto    |                                        |
| 18ª      | 1988 | 30 luglio - 7 agosto    |                                        |
| 19ª      | 1989 | 29 luglio - 6 agosto    |                                        |
| 20ª      | 1990 | 28 luglio - 5 agosto    |                                        |
| 21ª      | 1991 | 27 luglio - 4 agosto    |                                        |
| 22ª      | 1992 | 1 - 8 agosto            | L'eroe immaginario - L'eroe immaginato |
| 23ª      | 1993 | 2 - 7 agosto            | Padri e figli                          |
| 24ª      | 1994 | 30 luglio - 6 agosto    | Il sogno                               |
| 25ª      | 1995 | 29 luglio - 5 agosto    | Il viaggio                             |
| 26ª      | 1996 | 27 luglio - 4 agosto    | La bugia                               |
| 27ª      | 1997 | 20 - 27 luglio          | La pace                                |
| 28ª      | 1998 | 19 - 26 luglio          | Angeli e diavoli                       |
| 29ª      | 1999 | 18 - 24 luglio          | La famiglia                            |
| 30ª      | 2000 | 15 - 22 luglio          | (Non specificato)                      |
| 31ª      | 2001 | 14 - 21 luglio          | Il Ri-nascimento                       |
| 32ª      | 2002 | 20 - 27 luglio          | La scelta                              |
| 33ª      | 2003 | 19 -26 luglio           | La scoperta                            |
| 34ª      | 2004 | 17 - 24 luglio          | Il desiderio                           |
| 35ª      | 2005 | 16 - 23 luglio          | Emotion                                |
| 36ª      | 2006 | 14- 22 luglio           | Energy                                 |
| 37ª      | 2007 | 10 - 21 luglio          | Confini                                |
| 38ª      | 2008 | 18 - 26 luglio          | Miti e maestri                         |
| 39ª      | 2009 | 12 - 25 luglio          | Taboo                                  |
| 40ª      | 2010 | 18 - 31 luglio          | Love                                   |
| 41ª      | 2011 | 12 - 21 luglio          | Link                                   |
| 42ª      | 2012 | 14 - 24 luglio          | Happiness                              |
| 43ª      | 2013 | 19 - 28 luglio          | Forever young                          |
| 44ª      | 2014 | 18 - 27 luglio          | Be different                           |
| 45ª      | 2015 | 17 - 26 luglio          | Carpe diem                             |
| 46ª      | 2016 | 15 - 24 luglio          | Destination                            |
| 47ª      | 2017 | 14 - 22 luglio          | Into the magic                         |
| 48ª      | 2018 | 20 - 28 luglio          | Acqua                                  |
| 49ª      | 2019 | 19 - 27 luglio          | Aria                                   |
| 50ª      | 2020 | 16 luglio - 30 dicembre | Terra                                  |
| 50 Plus  | 2021 | 21 - 31 luglio          | Un grido di Felicità                   |
| 52ª      | 2022 | 21 - 30 luglio          | Gli Invisibili                         |
| 53       | 2023 | 20 - 29 luglio          | Indispensabili                         |
| 54ª      | 2024 | 19 - 28 luglio          | L’illusione della Distanza             |
| 55ª      | 2025 | 17 - 26 luglio          | Diventare Umani                        |

## Categorie in concorso
- Lungometraggi (per tutte le sezioni tranne ELEMENTS +3)
- Cortometraggi (per tutte le sezioni tranne GENERATOR +13 e GENERATOR +16)
- Documentari (sezione GEx doc, visionati e votati dal pubblico partecipante al Festival)

## Rubriche
- LiraTV
- Sky Cinema

## Televisione
- Mediaset
- Rai
- Sky
- Lira Tv
- Tv2000
- Giffoni Live

## Radio
- Radio Giffoni Now
- Radio 105
- Radio Giffoni

## Premi
Durante lo svolgimento del Festival vengono assegnati vari premi agli ospiti, mentre l'ultimo giorno vengono premiati i film vincitori.

### Premi per gli ospiti
- Giffoni Experience Award: viene consegnato alla maggior parte degli ospiti del mondo del cinema e della televisione;
- Explosive Talent Award: viene consegnato ad attori e registi emergenti;
- Premio François Truffaut: è il premio più prestigioso, che viene consegnato agli ospiti più importanti e con una lunga carriera alle spalle;
- Best Talent Award: viene consegnato ad artisti che lavorano fuori dal campo cinematografico, come scrittori e musicisti;

### Premi per i film in concorso
- Gryphon award: viene assegnato ai lungometraggi e ai cortometraggi vincitori delle varie sezioni della giuria. Vengono inoltre premiati anche i secondi posti con un premio minore;
- Premi speciali: vengono assegnati ai vari film in concorso da aziende o associazioni.

## Film e attori vincitori

### Le prime edizioni (1971-1979)
1ª Edizione (1971)
- Miglior film: Goodbye Mr. Chips ( Stati Uniti -  Regno Unito) di Herbert Ross

2ª Edizione (1972)
- Miglior film: Batman ( Stati Uniti) di Leslie H. Martinson

3ª Edizione (1973)
- Miglior film: In tre verso l'avventura ( Italia) di Pino Passalacqua

4ª Edizione (1974)
- Miglior film: I figli chiedono perché ( Italia) di Nino Zanchin

5ª Edizione (1975)
- Miglior film: Il venditore di palloncini ( Italia) di Mario Gariazzo

6ª Edizione (1976)
- Miglior film: La linea del fiume ( Italia) di Aldo Scavarda

7ª Edizione (1977)
- Miglior film: Abbasso tutti viva noi ( Italia) di Luigi Mangini

8ª Edizione (1978)
- Miglior film: Stringimi forte papà ( Italia) di Michele Massimo Tarantino

9ª Edizione (1979)
- Miglior film: La carica delle patate ( Italia) di Walter Santesso

### Gli anni '80
10ª Edizione (1980)
- Miglior film: Il Signore degli Anelli ( Stati Uniti) di Ralph Bakshi
- Miglior cortometraggio: I ragazzi del sud ( Italia)

11ª Edizione (1981)
- Miglior film: Occhio alla penna ( Italia) di Michele Lupo
- Miglior cortometraggio: Tramwasser ( Germania Ovest) di Jorg Grunler

12ª Edizione (1982)
- Miglior film: La rebelión de los Pájaros ( Spagna) di Lluis José Comerón
- Miglior cortometraggio: Deaf like me ( Stati Uniti) di Jim Caller

13ª Edizione (1983)
- Miglior film: Der Prinz hinter den sieben Meeren ( Germania Est) di Walter Beck
  - Miglior cortometraggio: The Electric Grandmother ( Stati Uniti) di Noel Back

14ª Edizione (1984)
- Miglior film: Operación chocolate ( Venezuela) di José Alcalde Garayoa

15ª Edizione (1985)
- Miglior film: De hombre a hombre ( Spagna) di Ramón Fernández

16ª Edizione (1986)
- Miglior film: A summer in the sea shell ( Jugoslavia) di Tugo Stiglic

17ª Edizione (1987)
- Miglior film: Il coraggio di parlare ( Italia) di Leandro Castellani

18ª Edizione (1988)
- Miglior film (Grifone d'argento): Big shots ( Stati Uniti) di Robert Mandel
- Secondo classificato (Grifone di Bronzo): Tommy Tricker, viaggiatore nel francobollo ( Canada) di Michael Rubbo
  - Miglior attrice protagonista: Asia Argento in Zoo ( Italia) di Cristina Comencini
  - Medaglia d'oro per l'interpretazione: Line Kruse in L'ombra di Emma ( Danimarca) di Soren Kragh Jacobsen
  - Miglior film (Sezione «Portrait»): Palazzo di ghiaccio ( Norvegia) di Per Blom
  - Premio «Domenico Meccoli»: Palazzo di ghiaccio ( Norvegia) di Per Blom
  - Premio Raiuno (di 30 milioni di lire): Big shots ( Stati Uniti) di Robert Mandel
  - Premio Agle - Scuola Banca nazionale del lavoro (di 25 milioni di lire): L'ombra di Emma ( Danimarca) di Soren Kragh Jacobsen
  - Premi speciali: Caccia al fantasma ( Stati Uniti), di Roland Emmerich, Camilla ed il ladro ( Norvegia), di Grate Salomonsen, Zoo ( Italia) di Cristina Comencini, Silent night ( Germania Ovest), di Monica Teuber, Kitchen Toto - Il colore della libertà ( Regno Unito) di Harry Hook.
- Rassegna monografica riservata alla cinematografia spagnola.

19ª Edizione (1989)
- Miglior film: Summer of the colt ( Canada -  Argentina) di André Melançon

### Gli anni '90
20ª Edizione (1990)
- Miglior film: Corsa di primavera ( Italia) di Giacomo Campiotti

21ª Edizione (1991)
- Miglior film: The public house ( Unione Sovietica) di Albert S. Mkrtchyan

22ª Edizione (1992)
- Miglior film: Frida - Straigh from the heart ( Norvegia) di Berit Nesheim

23ª Edizione (1993)
- Miglior film: Marie ( Belgio -  Francia -  Portogallo) di Marian Handwerker
  - Miglior attrice protagonista: Marie Gillain in Marie ( Belgio -  Francia -  Portogallo) di Marian Handwerker
  - Miglior attore protagonista: Alessandro Sigona in Marie ( Belgio -  Francia -  Portogallo) di Marian Handwerker

24ª Edizione (1994)
- Miglior film: Beyond the sky ( Norvegia) di Berit Nesheim
  - Miglior attrice protagonista: Inger Lise Winjevoll in Beyond the sky ( Norvegia) di Berit Nesheim
  - Miglior attore protagonista: Michael Stevens in The return of Tommy Tricker ( Canada) di Michael Rubbo

25ª Edizione (1995)
- Miglior film: Clockwork mice ( Regno Unito) di Vadim Jean
  - Miglior attrice protagonista: Laura Rico in The girl of your dreams ( Spagna -  Francia) di Jesus R. Delgado
  - Miglior attore protagonista: Ruaidhri Conroy in Clockwork mice ( Regno Unito) di Vadim Jean

26ª Edizione (1996)
- Miglior film: The whole of the moon ( Nuova Zelanda -  Canada) di Ian Mune
  - Miglior attrice protagonista: Nikki Si'Ulepa in The whole of the moon ( Nuova Zelanda -  Canada) di Ian Mune
  - Miglior attore protagonista: Toby Fisher in The whole of the moon ( Nuova Zelanda -  Canada) di Ian Mune
- Schermi d'infanzia
  - Miglior film: The princess from the pond ( Rep. Ceca) di Zenek Troska

27ª Edizione (1997)
- Free to fly
  - Miglior film: Cries of silence ( Stati Uniti) di Avery Crounse
  - Miglior attrice protagonista: Erin Buchanan in Cries of silence ( Stati Uniti) di Avery Crounse
  - Miglior attore protagonista: Kevin Bacon in Digging to China ( Stati Uniti) di Timothy Hutton
- Schermi d'infanzia
  - Miglior film: Tic tac ( Spagna) di Rosa Vergés

28ª Edizione (1998)
- Free to fly
  - Miglior film: The mighty ( Stati Uniti) di Peter Chelsom
  - Miglior cortometraggio: Puppies for sale ( Stati Uniti) di Ron Krauss
  - Miglior attrice protagonista: Polly Draper in The tic code ( Stati Uniti) di Gary Winick
  - Miglior attore protagonista: Christopher George Marquette in The tic code ( Stati Uniti) di Gary Winick
- Schermi d'infanzia
  - Miglior film: Paulie - Il pappagallo che parlava troppo ( Stati Uniti) di John Roberts

29ª Edizione (1999)
- Free to fly
  - Miglior film: Amy ( Australia) di Nadia Tass
  - Miglior attrice protagonista: Alana De Roma in Amy ( Australia) di Nadia Tass
  - Miglior attore protagonista: Jeremy James Kissner in A dog of flanders ( Stati Uniti) di Kevin Brodie
- Preludi
  - Miglior cortometraggio: Teis and Nico ( Danimarca) di Henrik Ruben Genz
- La finestra sul cortile
  - Miglior film: Emporte-moi ( Canada -  Svizzera -  Francia) di Léa Pool
- First screens
  - Miglior film: Le ali di Katja ( Danimarca -  Italia) di Lars Hesselholdt

### Dal 2000 al 2010
30ª Edizione (2000)
- Free to fly
  - Miglior film: Il cielo cade ( Italia) di Andrea Frazzi e Antonio Frazzi
  - Miglior cortometraggio: Il bambino con la pistola ( Italia) di Federico Cagnoni e Monica Zapelli
  - Miglior attrice protagonista: Veronica Niccolai in Il cielo cade ( Italia) di Andrea Frazzi e Antonio Frazzi
  - Miglior attore protagonista: Frankie Muniz in My dog skip di Jay Russell
- La finestra sul cortile
  - Miglior film: The cry of the butterfly ( Germania) di Frank Strecker
  - Miglior cortometraggio: Quiero ser (I Want to Be) ( Germania -  Messico) di Florian Gallenberger
- First screens
  - Miglior film: Juvenile ( Giappone) di Takashi Yamazaki
  - Miglior cortometraggio: John Henry ( Stati Uniti) di Mark Henn

31ª Edizione (2001)
- Free to fly
  - Miglior film: Jimmy Grimble ( Regno Unito) di John Hay
  - Miglior cortometraggio: The color white ( Brasile) di Liliana Sulzbach e Ângela Pires
  - Premio speciale CONAI: Shrapnels in peace ( Iran) di Ali Shah-Hatami
  - Miglior attrice protagonista: Karolina Dawka in In desert and wilderness di Gavin Hood
  - Miglior attore protagonista: Rajmund Onodj in Jurij di Stefano Gabrini
- La finestra sul cortile
  - Miglior film: Ali bruciate ( Stati Uniti) di John Jacobsen
  - Miglior cortometraggio: Black and white ( Norvegia) di Peter Norlund
- First screens
  - Miglior film: Race to space ( Stati Uniti) di Sean McNamara
  - Miglior cortometraggio: The shark and the piano ( Germania) di Gabriele Pennacchioli

32ª Edizione (2002)
- Free to fly
  - Miglior film: Scars ( Norvegia) di Lars Berg
  - Miglior cortometraggio: Treitum ( Spagna) di Javier Ruiz
  - Premio speciale CONAI: Respiro ( Italia) di Emanuele Crialese e High sky summer ( Cina) di Li Jixian
  - Premio percorso creativi: Respiro ( Italia) di Emanuele Crialese
- La finestra sul cortile
  - Miglior film: Julietta ( Germania) di Christoph Stark
  - Miglior cortometraggio: Emergency exit ( Paesi Bassi) di Dennis Bots
- First screens
  - Miglior film: Catch that girl ( Danimarca) di Hans Fabian Wullenweber
  - Miglior cortometraggio: War game ( Regno Unito) di Dave Unwin

33ª Edizione (2003)
- Free to fly
  - Miglior film: Wondrous oblivion ( Regno Unito) di Paul Morrison
  - Miglior cortometraggio: Def ( Regno Unito) di Ian Clark
  - Gran premio della giuria: Together ( Cina) di Chen Kaige
  - Premio percorso creativi: Together ( Cina) di Chen Kaige
  - Premio Arca Enel: Wondrous oblivion ( Regno Unito) di Paul Morrison
- Y gen
  - Miglior film: One-way ticket to Mombasa ( Finlandia) di Hannu Tuomainen
  - Miglior cortometraggio: Greenhorn ( Germania) di Michael Kreuz
  - Gran premio della giuria:: One-way ticket to Mombasa ( Finlandia) di Hannu Tuomainen
- First screens
  - Miglior film: A.A.A.Achille ( Italia) di Giovanni Albanese
  - Miglior cortometraggio: Heterogenic ( Italia) di Raimondo Della Calce e Primo Dreossi
- Kidz
  - Miglior cortometraggio: Heterogenic ( Italia) di Raimondo Della Calce e Primo Dreossi

34ª Edizione (2004)
- Free to fly
  - Miglior film: 4th floor ( Spagna) di Antonio Mercero
  - Miglior cortometraggio: Il corridoio ( Italia) di Vittorio Badini Confalonieri
  - Gran premio della giuria: The wooden camera ( Sudafrica -  Regno Unito -  Francia) di Ntshavheni Wa Luruli
  - Premio CGS "Percorsi creativi": The choristers ( Francia -  Svizzera) di Christophe Barratier
  - Premio Arca Enel: 4th floor ( Spagna) di Antonio Mercero
  - Premio Amnesty International: The wooden camera ( Sudafrica -  Regno Unito -  Francia) di Ntshavheni Wa Luruli
- Y gen
  - Miglior film: Bonjour monsieur shlomi ( Israele) di Shemi Zarhin
  - Miglior cortometraggio: Stealing innocence ( Stati Uniti) di Nancy Stein
  - Gran premio della giuria:: Certi bambini ( Italia) di Antonio Frazzi e Andrea Frazzi
  - Premio Arca Enel: Cowboys & angels ( Irlanda) di David Gleeson
  - Premio TIM: Play il loud! ( Germania) di Benjamin Quabeck
- First screens
  - Miglior film: Daniel & the superdogs ( Canada -  Regno Unito) di André Melançon
  - Miglior cortometraggio: Una vita in fumo ( Italia) di Gianluca Fratellini
  - Premio Ray-Ban junior: Fia! ( Norvegia) di Elsa Kvamme
  - Premio Gnam-fest:: Misa mi ( Svezia) di Linus Torell
- Kidz
  - Miglior film: The wild soccer bunch ( Germania) di Joachim Masannek
  - Miglior cortometraggio: Iver ( Norvegia) di Christian Lo

35ª Edizione (2005)
- Free to fly
  - Miglior film: Innocent voices - I figli della guerra ( Messico) di Luis Mandoki
  - Miglior cortometraggio: Gabriel ( Australia) di Cherie Knot
  - Gran premio della giuria: Dear Frankie ( Regno Unito) di Shona Auerbach
  - Premio Amnesty International: Innocent voices - I figli della guerra ( Messico) di Luis Mandoki
  - Premio CGS "Percorsi creativi": Dear Frankie ( Regno Unito) di Shona Auerbach
  - Premio Arca cinemagiovani: Dear Frankie ( Regno Unito) di Shona Auerbach
- Y gen
  - Miglior film: Napola ( Germania) di Dennis Gansel
  - Miglior cortometraggio: Life ( Messico) di Ariel Zylbersztejn
  - Gran premio della giuria: Zhoorek ( Polonia) di Ryszard Brylski
- First screens
  - Miglior film: Duma ( Stati Uniti) di Carroll Ballard
  - Miglior cortometraggio: Tadeo Jones ( Spagna) di Enrique Gato
- Kidz
  - Miglior film fiction: The Wild Soccer Bunch 2 ( Germania) di Joachim Masannek
  - Miglior film d'animazione: The Golden Blaze ( Stati Uniti) di Bryon E. Carson
  - Miglior cortometraggio: Dancing darlings ( Germania) di Maren Erdmann
  - Premio Gnam-fest: Finding friends ( Norvegia) di rne Lindtner Næss
  - Premio CIAL: Taina - A new amazon adventure ( Brasile) di Mauro Lima

36ª Edizione (2006)
- Free to Fly
  - Miglior Film: We Shall Overcome ( Danimarca) di Niels Arden Oplev
  - Miglior Cortometraggio: Vincent ( Germania) di Giulio Ricciarelli
  - Gran Premio della Giuria: Mother of Mine ( Finlandia) di Klaus Härö
  - Premio Amnesty International: Zozo ( Svezia) di Josef Fares
- Y Gen
  - Miglior Film: C.r.a.z.y. ( Canada) di Jean-Marc Vallée
  - Miglior Cortometraggio: Lisanne ( Germania) di Lars-Gunnar Lotz
  - Gran Premio Della Giuria: Pingpong ( Germania) di Matthias Luthardt
- First Screens
  - Miglior Film: The Wild Soccer Bunch ( Germania) di Joachim Masannek
  - Miglior Cortometraggio: Chess ( Svezia) di Pernilla Hindsefelt
- Kidz
  - Miglior Film: Lassie ( Regno Unito) di Charles Sturridge
  - MIglior Cortometraggio: Rabbit ( Svezia) di Jonas Felixson

37ª Edizione (2007)
- Free to Fly
  - Miglior Film: Michou d'Auber ( Francia) di Thomas Gilou
  - Miglior Cortometraggio: A Recuptared Glance ( Italia) di Marco Ottavio Graziano
  - Gran Premio della Giuria: Michou d'Auber ( Francia) di Thomas Gilou
  - Premio Amnesty International: Rosso Malpelo ( Italia) di Pasquale Scimeca
- Y Gen
  - Miglior Film: Keith ( Stati Uniti) di Todd Kessler
  - Miglior Cortometraggio: Little man ( Danimarca) di Esben Tønnesen
  - Gran Premio della Giuria: Eagle VS Shark ( Nuova Zelanda) di Taika Waititi

38ª Edizione (2008)
- Free to Fly
  - Miglior Film: Leroy ( Germania) di Armin Völckers
  - Miglior Cortometraggio: Felix ( Germania) di Andreas Utta
  - Gran Premio della Giuria: The Black Balloon ( Australia) di Elissa Down
- Y Gen
  - Miglior Film: Blind ( Paesi Bassi- Belgio- Bulgaria) di Tamar van den Dop
  - Miglior Cortometraggio: La Ritirata ( Italia) di Elisabetta Bernardini
  - Gran Premio della Giuria: Blind ( Paesi Bassi -  Belgio -  Bulgaria) di Tamar van den Dop
- First Screens
  - Miglior Film: Red Zora ( Germania) di Peter Kahane
  - Miglior Cortometraggio: Bulli si nasce ( Italia) di Massimo Cappelli
- Kidz
  - Miglior Film: La storia di Leo ( Italia) di Mario Cambi
  - Miglior Cortometraggio: Oma's Quilt ( Canada]) di Izabela Bzymek
- Troubled Gaze
  - Miglior Cortometraggio: Benigno ( Italia) di Francesco Benigno
  - Premio Amnesty International: Heart of Fire ( Germania -  Austria -  Italia -  Francia) di Luigi Falorni

39ª Edizione (2009)
- Elements +6
  - Miglior film: Carlito alla conquista di un sogno ( Spagna) di Jesus Del Cerro
  - Miglior cortometraggio: Fishing with Sam ( Norvegia) di Atle S.Blaketh
  - Premio del pubblico: Carlito alla conquista di un sogno ( Spagna) di Jesus Del Cerro
  - Premio CiAl per l'ambiente: The missing Lynx ( Spagna) di Raul Garcia, Manuel Sicilia
- Elements +10
  - Miglior film: A time to love ( Iran) di Ebrahim Forouzeh
  - Miglior cortometraggio: My last day of war ( Italia) di Matteo Tondini
  - Premio del pubblico: A time to love ( Iran) di Ebrahim Forouzeh
- Generator +13
  - Miglior film: Broken Hill ( Australia) di Dagen Merrill
  - Miglior cortometraggio: See you ( Danimarca) di Jesper Waldvogel Rasmussen
  - Gran Premio della Giuria: Accidents Happen ( Australia) di Andrew Lancaster
  - Premio speciale CGS - "Percorsi creativi 2009": No hard feelings ( Australia) di Dagen Merrill
  - Premio CGS: Broken Hill ( Australia) di Dagen Merrill
- Generator +16
  - Miglior film: My Suicide ( Stati Uniti) di David Lee Miller
  - Miglior cortometraggio: The Ground Beneath ( Australia) di René Hernandez
  - Gran Premio della Giuria: My Suicide ( Stati Uniti) di David Lee Miller
  - Premio del pubblico: My Suicide ( Stati Uniti) di David Lee Miller
  - Premio Amnesty international: Skin ( Regno Unito -  Sudafrica) di Anthony Fabian
  - ARCA cinemagiovani award: Once upon a time in Rio ( Brasile) di Breno Silveira
  - Premio speciale CiAl per l'ambiente: Skin ( Regno Unito -  Sudafrica) di Anthony Fabian
  - 'Premio speciale Banca della Campania': A year ago in winter ( Germania) di Caroline Link
  - Premio My Movies: My Suicide ( Stati Uniti) di David Lee Miller
  - Premio miglio colonna sonora: The greatest ( Stati Uniti) di Shana Feste
- Sguardi inquieti
  - Miglior cortometraggio: Leap day ( Italia) di Giovanni Esposito, Francesco Prisco

40ª Edizione (2010)
- Elements +3
  - Miglior cortometraggio: Precise Peter ( Germania) di Martin Schmidt
  - Fila Super Be' Be' Award: Who's bleeding ( Svezia) di Jessica Lauren
- Elements +6
  - Miglior film: Here comes Lola! ( Germania) di Franziska Buch
  - Miglior cortometraggio: The fantastic 3 ( Danimarca) di Esben Tönnesen
  - Premio del pubblico: Here comes Lola! ( Germania) di Franziska Buch
- Elements +10
  - Miglior film: The crocodiles strike back ( Germania) di Christian Ditter
  - Miglior cortometraggio: My cardboard dad ( Norvegia) di Siri Rutlin
  - Premio del pubblico: The Perfect Game ( Stati Uniti) di William Dear
- Generator +13
  - Miglior film: Oscar and the lady in pink ( Francia -  Belgio -  Canada) di Éric-Emmanuel Schmitt
  - Miglior cortometraggio: The game ( Italia) di Adriano Giannini
  - Premio del pubblico: Vento di primavera ( Francia) di Rose Bosch
  - Premio speciale CGS - "Percorsi creativi 2010"': Oscar and the lady in pink ( Francia -  Belgio -  Canada) di Éric-Emmanuel Schmitt
  - Premio Amnesty International: The Story of Me ( Brasile) di Luiz Villaça
  - Arca Cinemagiovani Award: The Story of Me ( Brasile) di Luiz Villaça
- Generator +16
  - Miglior film: Blessed ( Australia) di Ana Kokkinos
  - Miglior cortometraggio: Habibi ( Italia -  Libano) di Davide Del Degan
  - Gran Premio della Giuria: Cracks ( Regno Unito -  Irlanda) di Jordan Scott
  - Premio del pubblico: Udaan ( India) di Vikramaditya Motwane
  - Premio speciale CiAl per l'ambiente: Bo ( Belgio) di Hans Herbots
  - Premio speciale Banca della Campania: Bo ( Belgio) di Hans Herbots
  - Arca Cinemagiovani Award: Cracks ( Regno Unito -  Irlanda) di Jordan Scott
  - Premio miglior colonna sonora: Udaan ( India) di Vikramaditya Motwane
- Generator +18
  - Miglior cortometraggio: Transit ( Regno Unito) di Chris Roche

### Dal 2011 a oggi

#### 41ª Edizione (2011)
- Elements +3
  - Miglior cortometraggio: Gloria meets a real owner ( Italia) di Joshua Held
  - Super Giotto Be' Be' Award: Tora Chan ( Italia) di Davide Como, Claudia Cutrì, Stefano Schilde, Valerio Gori
- Elements +6
  - Miglior film: Fuchsia the mini-witch ( Paesi Bassi) di Johan Nijenhius
  - Miglior cortometraggio: Carlotta and the cloud ( Germania) di Daniel Acht
  - Action Aid award: Stanley's tiffin box ( India) di Amole Gupt
- Elements +10
  - Miglior film: Totally true love ( Norvegia) di Anne Sewitsky
  - Miglior cortometraggio: Weightless ( Svezia) di Robert Lundmark, Magnus Johansson
  - Premio Amnesty International: Lost in Africa ( Danimarca -  Finlandia) di Vibeke Muasya
- Generator +13
  - Miglior film: Ways to live forever ( Spagna -  Regno Unito) di Gustavo Ron
  - Miglior cortometraggio: Bekas ( Iran -  Svezia) di Karzan Kader
  - ECFA award 2011: Wundekinder ( Germania) di Marcus O. Rosenmüller
  - Premio speciale CGS - "Percorsi creativi 2011": Wundekinder ( Germania) di Marcus O. Rosenmüller
  - Arca Cinemagiovani Award: The Flood ( Israele) di Guy Nattiv
- Generator +16
  - Miglior film: Sala Samobójców ( Polonia) di Jan Comasa
  - Miglior cortometraggio: Burungo ( Finlandia) di Dome Karukoski, Pamela Tola
  - Gran Premio della Giuria: Submarine ( Regno Unito -  Stati Uniti) di Richard Ayoade
  - Premio speciale CiAl per l'ambiente: Simple Simon ( Svezia) di Andreas Öhman
  - Premio speciale Banca della Campania: Yelling to the sky ( Stati Uniti) di Victoria Mahoney
  - Arca Cinemagiovani Award: Sala Samobójców ( Polonia) di Jan Comasa
  - Premio miglior colonna sonora: Sala Samobójców ( Polonia) di Jan Comasa
- Generator +18
  - Miglior film: Beautiful boy ( Stati Uniti) di Shawn Ku
  - Miglior cortometraggio: The guilt ( Italia) di Francesco Prisco
  - Golden spike award: The guilt ( Italia) di Francesco Prisco

#### 42ª Edizione (2012)
- Elements +3
  - Miglior cortometraggio: Spycat and the paper chase ( Singapore) di Darren Lim
  - Super Giotto Be' Be' Award: The boy and the moon ( Italia) di Rino Alaimo
- Elements +6
  - Miglior film: Famous five ( Germania) di Mike Marzuk
  - Miglior cortometraggio: Mina Moes ( Paesi Bassi) di Mirjam de With
- Elements +10
  - Miglior film: Victor and the secret of crocodile mansion ( Germania) di Cyrill Boss e Philipp Stennert
  - Miglior cortometraggio: Kidnapped ( Germania) di Sarah Winkenstette
  - Premio Amnesty International: Stay! ( Paesi Bassi) di Lourens Blok
- Generator +13
  - Miglior film: Frisson des collines ( Canada) di Richard Roy
  - Miglior cortometraggio: Nani ( Stati Uniti) di Justin Tipping
  - Premio speciale CGS - "Percorsi creativi 2012": Milo ( Paesi Bassi -  Irlanda) di Berend e Roel Boorsma
  - "La bottega digitale" Award: The foster boy ( Svizzera -  Germania) di Markus Imboden
  - Arca Cinemagiovani Award: Lucky ( Sudafrica -  Regno Unito) di Avie Luthra
- Generator +16
  - Miglior film: A bottle in the Gaza sea ( Francia -  Israele -  Canada) di Thierry Binisti
  - Miglior cortometraggio: Punched ( Austria) di Michael Rittmannsberger
  - Premio speciale CiAl per l'ambiente: 170 Hz ( Paesi Bassi) di Joost van Ginkel
  - Premio speciale Banca della Campania: Norman ( Stati Uniti) di Jonathan Segal
  - Arca Cinemagiovani Award: A bottle in the Gaza sea ( Francia -  Israele -  Canada) di Thierry Binisti
- Generator +18
  - Miglior film: Barbie ( Corea del Sud) di Sang-woo Lee
  - Miglior cortometraggio: ex aequo: Short ( Italia) di Angelo Cretella / Tuba Atlantic ( Norvegia) di Hallvar Witz ø
  - Golden spike award: They say ( Spagna) di Aluda Ruiz de Azũa

#### 43ª Edizione (2013)
- Elements +3
  - Miglior cortometraggio: The Catch ( Stati Uniti) di Josh Carroll e Scott McMhinnie
  - Premio Giotto Super Be' Be': Where are you Hiding? ( Italia) di Nadia Abate, Francesco Forti, Victoria Musci
- Elements +6
  - Miglior film: The famous five 2 ( Germania) di Mike Marzuk
  - Miglior cortometraggio: Bobby ( Tunisia) di Mehdi M.Barsaoui
  - Premio "Milena Giannattasio": Niko 2 - Little brother, big trouble ( Finlandia -  Danimarca -  Germania -  Irlanda) di Kari Juusonen, Jørge Lerdam
- Elements +10
  - Miglior film: Mike says goodbye ( Paesi Bassi) di Maria Peters
  - Miglior cortometraggio: Weekend daddy ( Danimarca) di Johan Stahl Winthereik
  - Premio Amnesty International: Mike says goodbye ( Paesi Bassi) di Maria Peters
  - Bambino Gesù Hospital Award: Mike says goodbye ( Paesi Bassi) di Maria Peters
- Generator +13
  - Miglior film: Regret! ( Paesi Bassi) di Dave Schram
  - Premio speciale CGS - "Percorsi creativi 2013": The inevitable defeat of Mister and Pete ( Stati Uniti) di George Tillman Jr.
  - "La bottega digitale" Award: Asphalt playground ( Francia) di Julien Abraham
  - Arca Cinemagiovani Award: The inevitable defeat of Mister and Pete ( Stati Uniti) di George Tillman Jr.
- Generator +16
  - Miglior film: La gabbia dorata (La jaula de oro) ( Messico -  Spagna) di Diego Quemada-Diez
  - Premio speciale CiAl per l'ambiente: La gabbia dorata (La jaula de oro) ( Messico -  Spagna) di Diego Quemada-Diez
  - Premio speciale Banca della Campania: La gabbia dorata (La jaula de oro) ( Messico -  Spagna) di Diego Quemada-Diez
  - Arca Cinemagiovani Award: Lore ( Germania -  Australia -  Regno Unito) di Cate Shortland
- Generator +18
  - Miglior film: Any day now ( Stati Uniti) di Travis Fine
  - Miglior cortometraggio di finzione: Penny dreadful ( Stati Uniti) di Shane Atkinson
  - Miglior cortometraggio d'animazione: ex aequo: But milk is important ( Norvegia) di Anna Mantzaris, Eirik Grønmo Bjørnsenl Mamma Mia ( Italia) di Milena Tipaldo, Francesca Marinelli
  - Premio Amnesty International: Hollow land ( Canada -  Danimarca -  Francia) di Uri e Michelle Kranot
  - Golden spike award: Whale valley ( Danimarca- Islanda) di Guðmundur Arnar Guðmundsson
- Masterclass
  - Miglior cortometraggio: ex aequo: Father ( Bulgaria- Croazia- Germania) di Ivan Bogdanov, Veljko Popovic, Moritz Mayerhofer, Asparuh Petrov, Rositas Raleva, Dmitry Yagodin The book of dead ( Francia) di Alain Escalle

#### 44ª Edizione (2014)
- Elements +3
  - Miglior cortometraggio: Wombo ( Germania) di Daniel Acht
  - Giotto Super Be' Be' Award: Amazing Laundrette ( Italia) di Martina Carossa, Ilaria Giacometti, Eura Pancaldi, Mathieu Narduzzi
- Elements +6
  - Miglior film: Zip & Zap and the marble gang ( Spagna) di Oska Santos
  - Miglior cortometraggio: Sissy ( Norvegia) di Siri Rutlin Harildstad
- Elements +10
  - Miglior film: Finn ( Paesi Bassi) di Frans Weisz
  - Miglior cortometraggio: Cuerdas ( Spagna) di Pedro Solís García
- Generator +13
  - Miglior film: Behavior ( Cuba) di Ernesto Daranas Serrano
  - Premio speciale CGS - "Percorsi creativi 2014": The Excursionist ( Lituania) di Audrius Juzenas
- Generator +16
  - Miglior film: Exit Marrakech ( Germania) di Caroline Link
  - Premio speciale CiAl per l'ambiente: Broken Hill Blues ( Svezia) di Sofia Norlin
  - Premio speciale Banca della Campania: Mateo ( Colombia-  Francia) di Maria Gamboa
  - British film institute certificate: Han Gong-Ju ( Corea del Sud) di Sujin Lee
- Generator +18
  - Miglior film: Hope ( Corea del Sud) di Joon-ik Lee
  - Miglior cortometraggio di finzione: The nostalgist ( Italia -  Regno Unito) di Giacomo Cimini
  - Miglior cortometraggio d'animazione: Supervenus (  Francia) di Frederic Doazan
  - British film institute certificate: Little crushes ( Polonia) di Aleksandra Gowin, Ireneusz Grzyb
  - Golden spike award: You will find me (  Italia -  Argentina) di Eitan Pitigliani
- Masterclass
  - Miglior cortometraggio: Faded finery ( Francia) di Sonia Gerbeaud
  - Premio Amnesty International: Feathers ( Italia) di Adriano Giotti
- GEx doc
  - Miglior documentario: #Chicagogirl - The social network takes on a dictator ( Stati Uniti- Siria) di Joe Piscatella
  - Premio Amnesty International: Lucky devils ( Svizzera) di Verena Endtner
  - Bambino Gesù Hospital Award: Linar ( Russia) di Nastia Tarasova

#### 45ª Edizione (2015)
- Elements +3
  - Miglior cortometraggio: Captain fish ( Francia) di John Banana
  - Giotto Super Be' Be' Award: The Mods ( Italia) di Alessandro Portincasa e Antonio Padovan
- Elements +6
  - Miglior film: Grotto ( Italia) di Micol Pallucca
  - Miglior cortometraggio: The wish fish ( Rep. Ceca) di Karel Janak
- Elements +10
  - Miglior film: Labyrinthus ( Belgio) di Douglas Boswell
  - Miglior cortometraggio: The red hunter ( Stati Uniti) di Alvaro Ron
  - Bambino Gesù Hospital Award: Birds of passage ( Francia) di Oliver Ringer
- Generator +13
  - Miglior film: Sanctuary ( Germania) di Marc Brummond
  - Premio speciale CGS - "Percorsi creativi 2015": Thread of lies ( Corea del Sud) di Lee Han
- Generator +16
  - Miglior film: All the wilderness ( Stati Uniti) di Michael Johnson
  - Don Bosco educational award: Young tiger ( Francia) di Cyprien Vial
  - British film institute certificate: The falling ( Regno Unito) di Carol Morley
- Generator +18
  - Miglior film: Coin locker girl ( Corea del Sud) di Han Jun-Hee
  - Miglior cortometraggio di finzione: Point of view ( Italia) di Matteo Petrelli
  - Miglior cortometraggio d'animazione: About a mother ( Russia) di Dina Velikovskaya
  - Premio Amnesty International: Beach flags ( Francia) di Sarah Saidan
- GEx doc
  - Miglior documentario: Protagonisti per sempre ( Italia) di Mimmo Verdesca
  - Premio speciale CiAl per l'ambiente: All the time in the world ( Canada) di Suzanne Crocker

#### 46ª Edizione (2016)
- Elements +3
  - Miglior cortometraggio: Crocodile ( Germania) di Julia Ocker
  - Giotto Super Be' Be' Award: Sissy's dream ( Italia) di Fabrizio Gammardella
- Elements +6
  - Miglior film: The wild soccer bunch - The legend lives! ( Germania) di Joachim Masannek
  - Miglior cortometraggio: Real strenght ( Danimarca) di Svend Colding
- Elements +10
  - Miglior film: Nelly's adventure ( Germania) di Dominik Wessely
  - Miglior cortometraggio: Zombriella ( Germania) di Benjamin Gutsche
  - Premio speciale CIAL per l'ambiente: Hang in there, kids! ( Taiwan) di Laha Mebow
- Generator +13
  - Miglior film: Il viaggio di Fanny ( Francia -  Belgio) di Lola Doillon
  - Premio speciale CGS - "Percorsi creativi 2016": Fog in August ( Germania) di Kai Wessel
- Generator +16
  - Miglior film: The violin teacher ( Brasile) di Sergio Machado
  - "VITE CORAGGIOSE" - Bambino Gesù Hospital Award: The violin teacher ( Brasile) di Sergio Machado
- Generator +18
  - Miglior film: Urban Hymn ( Regno Unito) di Michael Caton-Jones
  - Miglior cortometraggio di fiction: Beautiful ( Italia) di Alessandro Capitani
  - Miglior cortometraggio d'animazione: Blind Vaysha ( Canada) di Theodore Ushev
  - Premio Amnesty International (corti di animazione): Fences ( Polonia) di Natalia Krawczuk
  - Premio Blasteem (corti di fiction): Beautiful ( Italia) di Alessandro Capitani
- GEX DOC
  - Miglior documentario: Real boy ( Stati Uniti) di Shaleece Haas
  - Premio Amnesty International: Dreaming of Denmark ( Danimarca) di Michael Graversen

#### 47ª Edizione (2017)
- Elements +3
  - Miglior cortometraggio: Two Trams ( Russia) di Svetlana Andrianova
- Elements +6
  - Miglior film: Master Spy ( Paesi Bassi) di Pieter van Rijn
  - Miglior cortometraggio: Litterbugs ( Regno Unito) di Peter Stanley-Ward
- Elements +10
  - Miglior film: Room 213 ( Svezia) di Emelie Lindblom
  - Miglior cortometraggio: Just Go! ( Lettonia) di Pavel Gumennicov
  - Premio RAI Cinema Channel Giffoni 2017 (cortometraggio): Rocky ( Italia) di Daniele Pini
- Generator +13
  - Miglior film: The Bachelors ( Stati Uniti) di Kurt Voelker
  - Premio speciale CGS - "Percorsi creativi 2017": Walking Out ( Stati Uniti) di Alex & Andrew Smith
- Generator +16
  - Miglior film: Do It Right ( Francia) di Chad Chenouga
  - Grifone di Alluminio - Premio CIAL (Consorzio Imballaggio Alluminio): Lane 1974 ( Stati Uniti) di SJ Chiro
- Generator +18
  - Miglior film: Garden Lane ( Svezia) di Olof Spaak
  - Miglior cortometraggio di fiction: Mare Nostrum ( Francia) di Rana Kazkaz & Anas Khalaf
  - Miglior cortometraggio d'animazione: Confino ( Italia) di Nico Bonomolo
  - Premio Amnesty International (corti di animazione): Confino ( Italia) di Nico Bonomolo
- GEX DOC
  - Miglior film: Everyday Heroes ( Francia) di Anne-Dauphine Julliand
  - Premio Amnesty International: They Call Us Monsters ( Stati Uniti) di Ben Lear
- PARENTAL CONTROL "Destinazione Italia" 
  - Miglior film: Lettere a mia figlia ( Italia) di Giuseppe Alessio Nuzzo

#### 48ª Edizione (2018)
- Elements +3
  - Miglior cortometraggio: Ant ( Germania) di Julia Ocker
  - Premio "Wow": Lemon & Elderflower ( Regno Unito) di Ilenia Cotardo
- Elements +6
  - Miglior film: Ötzi e il mistero del tempo ( Italia) di Gabriele Pignotta
  - Miglior cortometraggio: Belly flop ( Sudafrica) di Jeremy Collins & Kelly Dillon
  - Premio speciale - "Premio Ferrarelle": Running like wind ( Cina) di Zhong Hai
  - Grifone di Alluminio - Premio CIAL per l'ambiente: Super Furball ( Finlandia) di Joona Tena
  - Premio speciale Amnesty International Award: Chuskit ( India) di Priya Ramasubban
- Elements +10
  - Miglior film: Zoo ( Irlanda- Regno Unito) di Colin McIvor
  - Miglior cortometraggio: Gelato - Seven Summers of Ice Cream Love ( Germania) di Daniela Opp
  - Premio speciale Amnesty International Award: Bismillah ( Italia) di Alessandro Grande
- Generator +13
  - Miglior film: Conta su di me ( Germania) di Marc Rothemund
  - Premio speciale CGS - "Percorsi creativi 2018": Cross My Heart ( Canada) di Luc Picard
  - Premio Speciale - PREMIO COMIX (per il trailer più divertenTEEN): Los Bando ( Norvegia- Svezia) di Christian Lo
- Generator +16
  - Miglior film: Sadie ( Stati Uniti) di Megan Griffiths
- Generator +18
  - Miglior film: Brothers ( Paesi Bassi) di Hanro Smitsman
  - Miglior cortometraggio: Tweet-tweet ( Russia) di Zhanna Bekmambetova
- GEX DOC
  - Miglior film: Liyana ( eSwatini- Stati Uniti- Qatar) di Aaron & Amanda Kopp
- PARENTAL EXPERIENCE (corti)
  - Miglior cortometraggio: 2nd Class ( Svezia) di Jimmy Olsson
  - Premio RAI Cinema Channel Giffoni 2018: Warriors of Sanità ( Regno Unito) di Luca Nappa

#### 49ª Edizione (2019)
- Elements +10
  - Miglior film: Teacher ( India) di Siddharth Malhotra[8]
- Generator +13
  - Miglior film: Blinded by the Light - Travolto dalla musica (Blinded by the Light) ( Regno Unito) di Gurinder Chadha[9]